# Kamilo
Kamilo je moško osebno ime.

## Izvor imena
Ime Kamilo je različica moškega osebnega imena Kamil.

## Pogostost imena
Po podatkih Statističnega urada Republike Slovenije je bilo na dan 31. decembra 2007 v Sloveniji število moških oseb z imenom Kamilo: 34.

## Osebni praznik
Osebe z imenom Kamilo lahko godujejo takrat kot osebe z imenom Kamil.